# Reperbündel
In der Mathematik im Teilgebiet der Differentialgeometrie ist das Reperbündel beziehungsweise das Rahmenbündel ein Hauptfaserbündel, das einem Vektorbündel zugeordnet ist. Anschaulich erklärt entspricht das Reperbündel der Menge aller Basen des zugeordneten Vektorbündels. Die Elemente eines Reperbündels werden als Reper bzw. Rahmen bezeichnet. Von besonderem Interesse ist das Reperbündel, das dem Tangentialbündel einer  glatten Mannigfaltigkeit zugeordnet wird.
Präziser ausgedrückt ist die Faser eines Reperbündels die Menge aller geordneten Basen. Somit operiert die allgemeine lineare Gruppe auf einem Reperbündel mittels Basiswechsel, wodurch das Reperbündel die Struktur eines {\displaystyle \operatorname {GL} (n)}-Hauptfaserbündels erhält.
Auf einem Prähilbertraum, also einem Vektorraum mit Skalarprodukt, ist der Begriff der Orthonormalbasis definiert. Entsprechend kann man einem Vektorbündel mit einer Fasermetrik ein orthonormales Reperbündel (bzw. Rahmenbündel) zuordnen, die Elemente des Raums heißen dann orthonormale Reper.

## Definition
Es sei {\displaystyle \pi _{\mathcal {E}}\colon {\mathcal {E}}\to B} ein Vektorbündel des Ranges {\displaystyle n} über dem topologischen Raum {\displaystyle B}. Mit {\displaystyle \pi _{\operatorname {GL} ({\mathcal {E}})}\colon \operatorname {GL} ({\mathcal {E}})\to B} wird im Folgenden das Faserbündel bezeichnet, dessen Faser über dem Punkt {\displaystyle x\in B} dem Raum aller invertierbaren linearen Abbildungen von {\displaystyle \mathbb {R} ^{n}} nach {\displaystyle {\mathcal {E}}_{x}} entspricht. Das Faserbündel {\displaystyle \operatorname {GL} ({\mathcal {E}})} ist ein Hauptfaserbündel bezüglich der allgemeinen linearen Gruppe {\displaystyle \operatorname {GL} (n)} und der Gruppenaktion {\displaystyle (p\cdot g)(v):=p(g\cdot v)} mit {\displaystyle p\colon \mathbb {R} ^{n}\to {\mathcal {E}}_{x}}, {\displaystyle g\in \operatorname {GL} (n)} und {\displaystyle v\in \mathbb {R} ^{n}}. Außerdem ist {\displaystyle {\mathcal {E}}} natürlich isomorph zu dem zu {\displaystyle \operatorname {GL} ({\mathcal {E}})} bezüglich der Gruppe {\displaystyle \operatorname {GL} (n)} assoziierten Bündel. Das heißt also  {\displaystyle {\mathcal {E}}\cong \operatorname {GL} ({\mathcal {E}})\times _{\operatorname {GL} (n)}\mathbb {R} ^{n}}.
Das konstruierte Hauptfaserbündel {\displaystyle \pi _{\operatorname {GL} ({\mathcal {E}})}\colon \operatorname {GL} ({\mathcal {E}})\to B} mit den zuvor genannten Eigenschaften wird Reperbündel genannt. Die Elemente eines Reperbündels werden als Reper bezeichnet.

## Orthogonales Reperbündel
Sei nun {\displaystyle \pi _{\mathcal {E}}\colon {\mathcal {E}}\to B} ein Vektorbündel mit einer Metrik, so dass die Fasern des Bündels ein Prähilbertraum sind. Dann können auch orthonormale Basen auf den Prähilberträumen betrachtet werden.
Ein orthonormales Reperbündel von {\displaystyle {\mathcal {E}}} ist dann die Menge aller orthonormalen Vektorraumbasen über jedem Punkt {\displaystyle x} des Basisraums {\displaystyle B}. Das orthonormale Reperbündel kann auch analog zu dem gewöhnlichen Reperbündel als zu dem zu {\displaystyle O({\mathcal {E}})} bezüglich der orthogonalen Gruppe {\displaystyle O(n)} assoziierten Bündel definiert werden. Es gilt also {\displaystyle {\mathcal {E}}\cong O({\mathcal {E}})\times _{O(n)}\mathbb {R} ^{n}}, wobei {\displaystyle O({\mathcal {E}})} also das Vektorbündel ist, dessen Fasern die Menge alle geordneten orthonormalen Basen ist.
Somit ist auch das orthonormale Reperbündel ein Hauptfaserbündel mit der orthogonalen Gruppe {\displaystyle O(n)} als Strukturgruppe.